# M0NESY
Ilja Osipow, znany pod pseudonimem „m0NESY” (ur. 1 maja 2005 w Oriechowie-Zujewie) – rosyjski zawodowy gracz serii gier Counter-Strike reprezentujący drużynę Team Falcons.

## Kariera
W styczniu 2022 roku został ogłoszony nowym zawodnikiem G2 Esports. W grudniu tego samego roku, zdobył swoje pierwsze trofeum, wygrywając BLAST Premier World Final 2022, zostając również "najlepszym zawodnikiem" turnieju. W 2023 roku, w tych samych barwach wygrał lutowe IEM Katowice oraz rozgrywane na przełomie lipca i sierpnia IEM Cologne. W kwietniu 2025 roku oficjalnie przeszedł do drużyny Team Falcons

## Sukcesy

### G2
- BLAST Premier World Final 2022
- IEM Katowice 2023
- IEM Cologne 2023
- IEM Dallas 2024
- BLAST Premier Fall Final 2024
- BLAST Premier World Final 2024

### Indywidualne
- BLAST Premier World Final 2022
- IEM Dallas 2024
- BLAST Premier Fall Final 2024
- BLAST Premier World Final 2024